# بن سکران
بن سکران (به عربی: بن سکران) یک شهرداری در الجزایر است که در ناحیه بن سکران واقع شده‌است. بن سکران ۱۳٬۱۳۰ نفر جمعیت دارد.